# Gao Hongbo
Gao Hongbo (Pequín, Xina, 29 de gener de 1966) és un entrenador i exfutbolista xinès. És el primer entrenador xinès en entrenar un club europeu.

## Clubs

### Com a futbolista
| Club             | País            | Any         |
| ---------------- | --------------- | ----------- |
| Beijing Guoan    | R.P. de la Xina | 1985 - 1993 |
| Tiong Bahru CSC  | Plantilla:SENSE | 1994        |
| Beijing Guoan    | R.P. de la Xina | 1995 - 1996 |
| Guangzhou Songri | R.P. de la Xina | 1997 - 1998 |

### Com a entrenador
| Club                                 | País            | Any         |
| ------------------------------------ | --------------- | ----------- |
| Guangzhou Matsunichi FC              | R.P. de la Xina | 1999        |
| Selecció de futbol sub-17 de la Xina | R.P. de la Xina | 2000        |
| Xiamen Blue Lions FC                 | R.P. de la Xina | 2004 - 2006 |
| Changchun Yatai FC                   | R.P. de la Xina | 2007 - 2008 |
| Selecció de futbol de la Xina        | R.P. de la Xina | 2009 - 2011 |
| Guizhou Renhe FC                     | R.P. de la Xina | 2011 - 2012 |
| Xangai SIPG FC                       | R.P. de la Xina | 2013        |
| Jiangsu Guoxin-Sainty FC             | R.P. de la Xina | 2013 - 2015 |
| ADO l'Haia                           | Països Baixos   | 2015 - 2016 |
| Selecció de futbol de la Xina        | R.P. de la Xina | 2016 - 2016 |